# Strathclyde West (circonscription du Parlement européen)
La circonscription de Strathclyde West est une ancienne circonscription électorale britannique utilisée tous les cinq ans dans le cadre des élections européennes pour désigner, par une élection au suffrage universel direct, un eurodéputé.

## Liste des députés européens
| Élection | Député              | Parti | Parti        |
| -------- | ------------------- | ----- | ------------ |
| 1979     | Adam Fergusson (en) |       | Conservateur |
| 1984     | Hugh McMahon        |       | Travailliste |
| 1989     | Hugh McMahon        |       | Travailliste |
| 1994     | Hugh McMahon        |       | Travailliste |

## Résultats électoraux

### 1979
| Candidats                      | Candidats                      | Partis                         | Voix    | %    | +/− |
| ------------------------------ | ------------------------------ | ------------------------------ | ------- | ---- | --- |
|                                | Adam Fergusson                 | Parti conservateur             | 65 608  | 37,2 |     |
|                                | Miss V.A. Friel                | Parti travailliste             | 63 781  | 36,1 |     |
|                                | C.G.M. Slesser                 | Parti national écossais        | 29 115  | 16,5 |     |
|                                | T.R.L. Fraser                  | Parti libéral                  | 17 955  | 10,2 |     |
| Total (Participation : 35,6 %) | Total (Participation : 35,6 %) | Total (Participation : 35,6 %) | 176 459 | 100  |     |

### 1984
| Candidats                      | Candidats                      | Partis                         | Voix    | %    | +/− |
| ------------------------------ | ------------------------------ | ------------------------------ | ------- | ---- | --- |
|                                | Hugh McMahon                   | Parti travailliste             | 70 234  | 40,8 | 3,6 |
|                                | Miss J.A.H. Lait               | Parti conservateur             | 47 196  | 27,4 | 9,8 |
|                                | Mrs. J.M. Herriot              | Parti national écossais        | 28 866  | 16,7 | 0,2 |
|                                | D.J. Herbison                  | Parti social-démocrate         | 25 955  | 15,1 |     |
| Total (Participation : 34,5 %) | Total (Participation : 34,5 %) | Total (Participation : 34,5 %) | 172 251 | 100  |     |

### 1989
| Candidats                      | Candidats                      | Partis                         | Voix    | %    | +/−  |
| ------------------------------ | ------------------------------ | ------------------------------ | ------- | ---- | ---- |
|                                | Hugh McMahon                   | Parti travailliste             | 89 627  | 42,7 | 1,9  |
|                                | C. Campbell                    | Parti national écossais        | 50 036  | 23,8 | 7,1  |
|                                | S.J. Robin                     | Parti conservateur             | 45 872  | 21,8 | 5,6  |
|                                | G. Campbell                    | Parti vert                     | 16 461  | 7,8  |      |
|                                | D.J. Herbison                  | Libéraux-démocrates            | 8 098   | 3,9  | 11,2 |
| Total (Participation : 42,6 %) | Total (Participation : 42,6 %) | Total (Participation : 42,6 %) | 210 094 | 100  |      |

### 1994
| Candidats                      | Candidats                      | Partis                         | Voix    | %    | +/− |
| ------------------------------ | ------------------------------ | ------------------------------ | ------- | ---- | --- |
|                                | Hugh McMahon                   | Parti travailliste             | 86 957  | 44,4 | 1,7 |
|                                | C. Campbell                    | Parti national écossais        | 61 934  | 31,6 | 7,8 |
|                                | J.P. Godfrey                   | Parti conservateur             | 28 414  | 14,5 | 7,3 |
|                                | D.J. Herbison                  | Libéraux-démocrates            | 14 772  | 7,5  | 3,6 |
|                                | Mrs. K.M. Allan                | Parti vert                     | 2 886   | 1,5  | 6,3 |
|                                | Mrs. S.J. Gilmour              | Parti de la loi naturelle      | 918     | 0,5  |     |
| Total (Participation : 40,0 %) | Total (Participation : 40,0 %) | Total (Participation : 40,0 %) | 195 881 | 100  |     |